# Jeremiah Ostriker
Pour les articles homonymes, voir Jeremiah.
Jeremiah Paul Ostriker, dit Jerry Ostriker, né le 13 avril 1937 à New York où il meurt à Manhattan le 6 avril 2025, est un astrophysicien américain.

## Biographie
Jeremiah Ostriker a reçu son BA de l'université Harvard, et son doctorat de celle de Chicago. Il se marie avec la poétesse et essayiste Alicia Ostriker en 1959.
Après avoir été chercheur post-doctoral à Cambridge, il devient professeur à université de Princeton de 1971 à 1995, puis principal jusqu'en 2001. De 2001 à 2003, il est professeur plumien d'astronomie à Cambridge puis retourne à l'université de Princeton.
Le 20 juin 2013, il reçoit le White House Champions of Change Award pour son rôle dans le projet du Sloan Digital Sky Survey, qui publie librement toutes ses données astronomiques sur Internet
Jeremiah Ostriker a eu une grande influence sur l'astrophysique moderne en avançant que la plus grande partie de la masse de l'univers n'est pas visible mais est constituée de matière noire. Ses recherches se sont aussi concentrées sur le milieu interstellaire.

## Publications
(Liste incomplète)
- (en) New Light on Dark Matter, Science, 300, p. 1909-1914 (2003)
- (en) The Probability Distribution Function of Light in the Universe: Results from Hydrodynamic Simulations, Astrophysical Journal 597, 1 (2003)
- (en) Kentaro Nagamine, Jeremiah P. Ostriker et Renyue Cen, « Cosmic Mach Number as a Function of Overdensity and Galaxy Age », Astrophysical Journal,‎ 1er juin 2001 (DOI 10.1086/320966/fulltext/, lire en ligne, consulté le 6 février 2016), 553, 513 (2001)
- (en) Collisional Dark Matter and the Origin of Massive Black Holes, Physical Review Letters, 84, p. 5258-5260 (2000).
- (en) Hydrodynamics of Accretion onto Black Holes, Adv. Space Res., 7, p. 951-960 (1998).

## Distinctions et récompenses
- Prix Helen B. Warner pour l'astronomie de l'American Astronomical Society (AAS) (1972)
- Henry Norris Russell Lectureship de l'AAS (1980)
- National Medal of Science par le président Bill Clinton (2000)
- Médaille d'or de la Royal Astronomical Society de la Royal Astronomical Society (2004)
- Médaille Bruce (2011)
- Prix Peter-Gruber de cosmologie (2015)
- L'astéroïde (12146) Ostriker a été nommé en son honneur